# Jean Bodel
Jean Bodel (ur. 1165 w Arras, zm. 1209 w Beaurains) – francuski żongler i poeta (truwer).
Był najoryginalniejszym z francuskich truwerów, napisał m.in. bajkę Le Coup et l’oie, był autorem rubasznych fabliaux, pastorałek o wiejskich miłostkach i pieśni rycerskiej Chanson des Saisnes. Jego głównym dziełem jest dramat Jeu de Saint Nicolas, wystawiony 5 grudnia 1200 w Arras, wzorowany na łacińskich widowiskach szkolnych; połączył w nim różne gatunki, wprowadził elementy z życia codziennego Arras i uzyskał efekty komizmu. Po zarażeniu się trądem napisał poemat Les congés złożony z 45 strof, w którym żegnał się ze światem i przyjaciółmi.